# René Rast
René Rast (Minden, 26 ottobre 1986) è un pilota automobilistico tedesco, dopo 12 anni come pilota ufficiale Audi nel 2023 passa alla BMW.
Durante la sua carriera è stato campione DTM per tre volte nel 2017, 2019 e 2020. Pilota ufficiale Audi dal 2013, nel 2014 ha vinto l’ADAC GT Masters e ha ottenuto anche due vittorie assolute nella 24 Ore di Spa (nel 2012 e nel 2014), una assoluta alla 24 ore del Nurburgring e due nella classe GT della 24 Ore di Daytona (nel 2012 e 2016). Si è laureato campione per tre volte anche nella Porsche Supercup, nel 2010, 2011 e nel 2012 e nella Porsche Carrera Cup Germania nel 2008 e 2012.

## Carriera

### Porsche Supercup
Rast partecipa alla Porsche Supercup nel 2007 esordendo con il team Veltins MRS Racing dove corre fino il 2009 conquistando sei vittorie. Dal 2010 passa al team Al Faisal Lechner Racing con cui conquista il campionato per la prima volta, l'anno seguente torna alla Veltins e rivince il campionato. Nel 2012 partecipa alla sua ultima stagione, cambia team, passa al Lechner Racing ma non cambia il risultato, raggiungendo diciannove vittorie nella categoria e a Monza vince per la terza volta il campionato.

### DTM

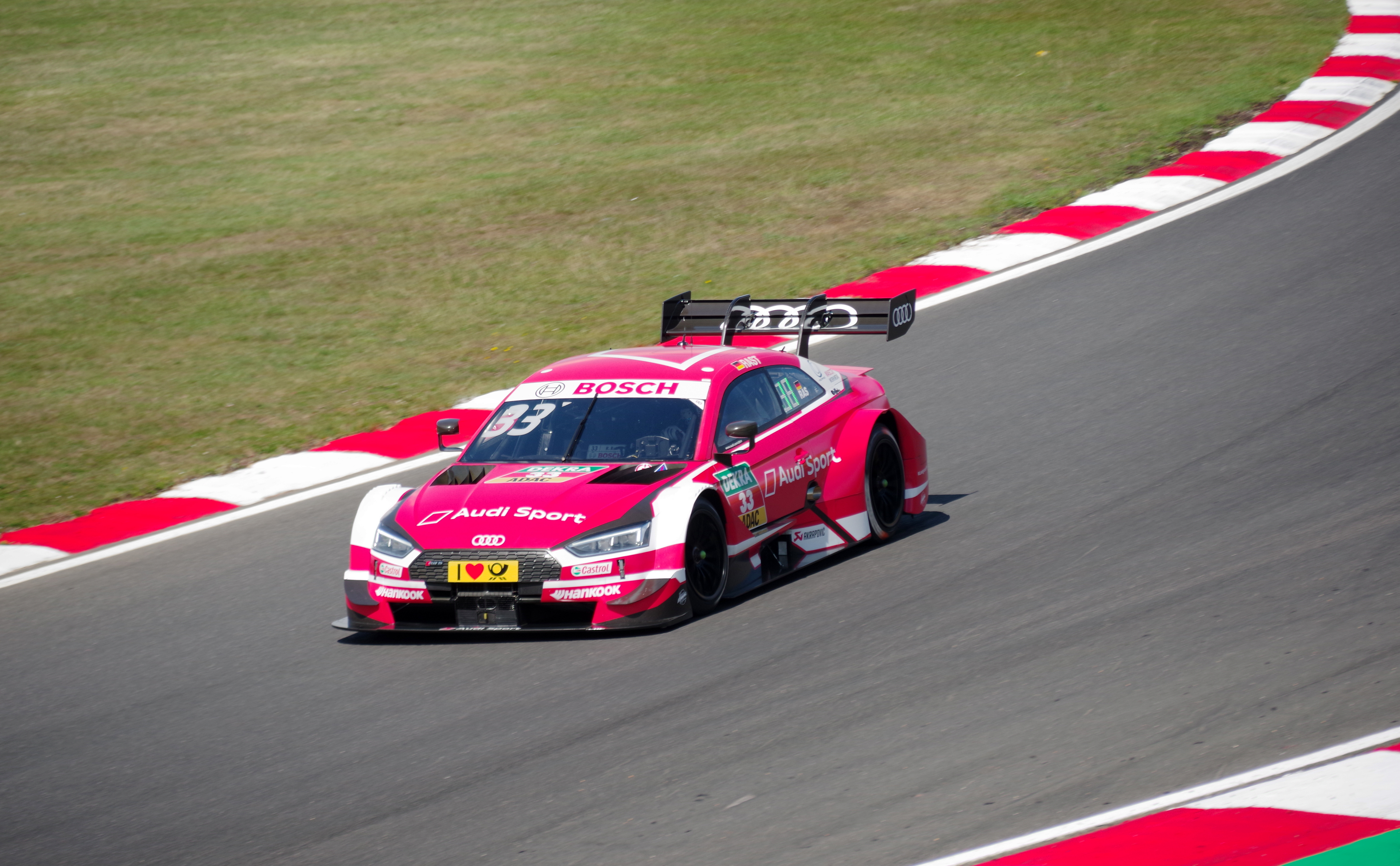
Rast nel 2018 alla guida della Audi DTM

Rast inizia la sua carriera nel Deutsche Tourenwagen Masters correndo tre gare della stagione 2016, l'anno seguente viene scelto dal team Audi di Keke Rosberg per correre l'intera stagione a guida della Audi RS5 DTM. Con un terzo posto nella gara uno di Lausitz conquista il suo primo podio nella categoria, mentre la sua prima vittoria arriva nella gara al Hungaroring battendo il due volte campione Mattias Ekström. Si ripete vincendo altre due gare, una in Russia e l'altra al Red Bull Ring e grazie il secondo posto nell'ultima gara si laurea campione con soli tre punti di vantaggio sul secondo.
Nel 2018 viene confermato dal team Rosberg. Dopo un inizio difficile con risultati non entusiasmanti inizia una serie positiva che lo porta a concludere la stagione con sette vittorie, ma non bastano per confermarsi campione e chiude secondo in classifica generale a soli quattro punti da Gary Paffett. Per la stagione seguente viene confermato dall'Audi che porta la nuova Audi RS5 Turbo DTM. La stagione parte come era finita la precedente, Rast domina e vince sei gare e sale altre cinque volte sul podio, arrivando a vincere il campionato con 71 punti di distacco su Nico Müller.
Nel 2020 continua con il team Rosberg: la stagione si dimostra migliore della precedente, vince sette gare tra cui una a Zolder davanti all'ex pilota di Formula 1 Robert Kubica. Questi risultati lo portano a vincere per la terza volta il campionato DTM. L'anno seguente non prende parte alla nuova stagione per concentrarsi a tempo pieno sulla Formula E.
Dopo un anno di assenza Rast torna a correre nel DTM nella stagione 2022 con Audi e il team Abt Sportsline. Dopo diversi podi ritorna alla vittoria sul circuito di Imola. Nel agosto dello stesso anno, Rast ha annunciato l'addio al team del Audi dopo 12 anni. Nel suo ritorno nella serie tedesca ottiene otto podi tra cui anche una vittoria ad Imola ed chiude terzo in classifica finale dietro a Sheldon van der Linde e Lucas Auer.
Per la stagione 2023, passa alla BMW correndo per il team Schubert Motorsport insieme al campione in carica, Sheldon van der Linde. Al Red Bull Ring conquista la sua prima vittoria per la squadra, in gara 2.

### Formula E

#### Team Aguri (2016)
Nel 2016 viene ingaggiato dal Team Aguri per sostituire António Félix da Costa nell'E-Prix di Berlino 2016.

#### Audi Sport ABT Schaeffler (2019-2021)
Nel 2020 trova un accordo con Audi per correre le sei gare conclusive della stagione 2019-2020, le gare si svolgono tutte a Berlino a causa della pandemia Covid-19. Nella terza gara, Rast raggiunge il terzo posto.
Grazie ai risultati ottenuti, viene confermato dall'Audi per l'intera stagione 2021 insieme al campione di categoria del 2017, Lucas Di Grassi. Rast ottiene risultati altalenanti nelle prime gare, nell'E-Prix di Puebla conquista il suo secondo podio, con un secondo posto dietro al suo compagno Di Grassi. Conclusa la stagione al 13º posto con 78 punti, Rast decide di lasciare la competizione elettrica per tornare a competere nel DTM e nel WEC.

#### McLaren (2022-presente)
Dopo una stagione d'assenza Rast torna nella serie elettrica con il team esordiente Neom McLaren Formula E.

### Endurance
Rast nel 2012 e nel 2016 ha vinto la 24 ore di Daytona con Audi nella categoria GT. Due anni dopo, nel 2014 partecipa alla 24 ore di Le Mans nella categoria LMP2: con i suoi compagni finiscono all'ottavo posto assoluto e quarti nella loro categoria. Nel 2015 con Audi partecipa a due gare del WEC nella categoria LMP1, la 6 ore Spa-Francorchamps e la 24 ore di Le Mans. 

Rast durante la 24 Ore di Le Mans 2022

Nel 2016 partecipa a tempo pieno con il team G-Drive alla categoria LMP2, conquistando un secondo posto nella 24 ore di Le Mans e la sua prima vittoria nel WEC nella 6 ore del Bahrain, in una gara dove sono partiti dal fondo.
Dopo sei anni, nel 2022 Rast torna a competere nella classe LMP2 del Campionato del mondo endurance con il team Team WRT e i compagni, Sean Gelael e Robin Frijns. La prima vittoria stagionale arriva alla 6 Ore di Spa dopo una gara sotto la pioggia. Lo stesso anno torna a correre a Daytona, questa volta nella categoria LMP2 con il team G-Drive Racing, insieme a Oliver Rasmussen, François Heriau e Ed Jones.
Il 12 ottobre del 2021 Rast aveva annunciato che dal 2023 sarà pilota ufficiale Audi al volante della nuova LMDh nel Campionato del mondo endurance insieme a Nico Müller. Nel luglio del 2022 il marchio tedesco congela il suo programma rinviando il suo esordio. Rast decide così di lasciare l'Audi dopo 12 anni per correre con il progetto LMDh della BMW, il tedesco ha la sua prima possibilità nel agosto del 2022 di provare la nuova BMW M Hybrid V8 sul circuito di Aragón.

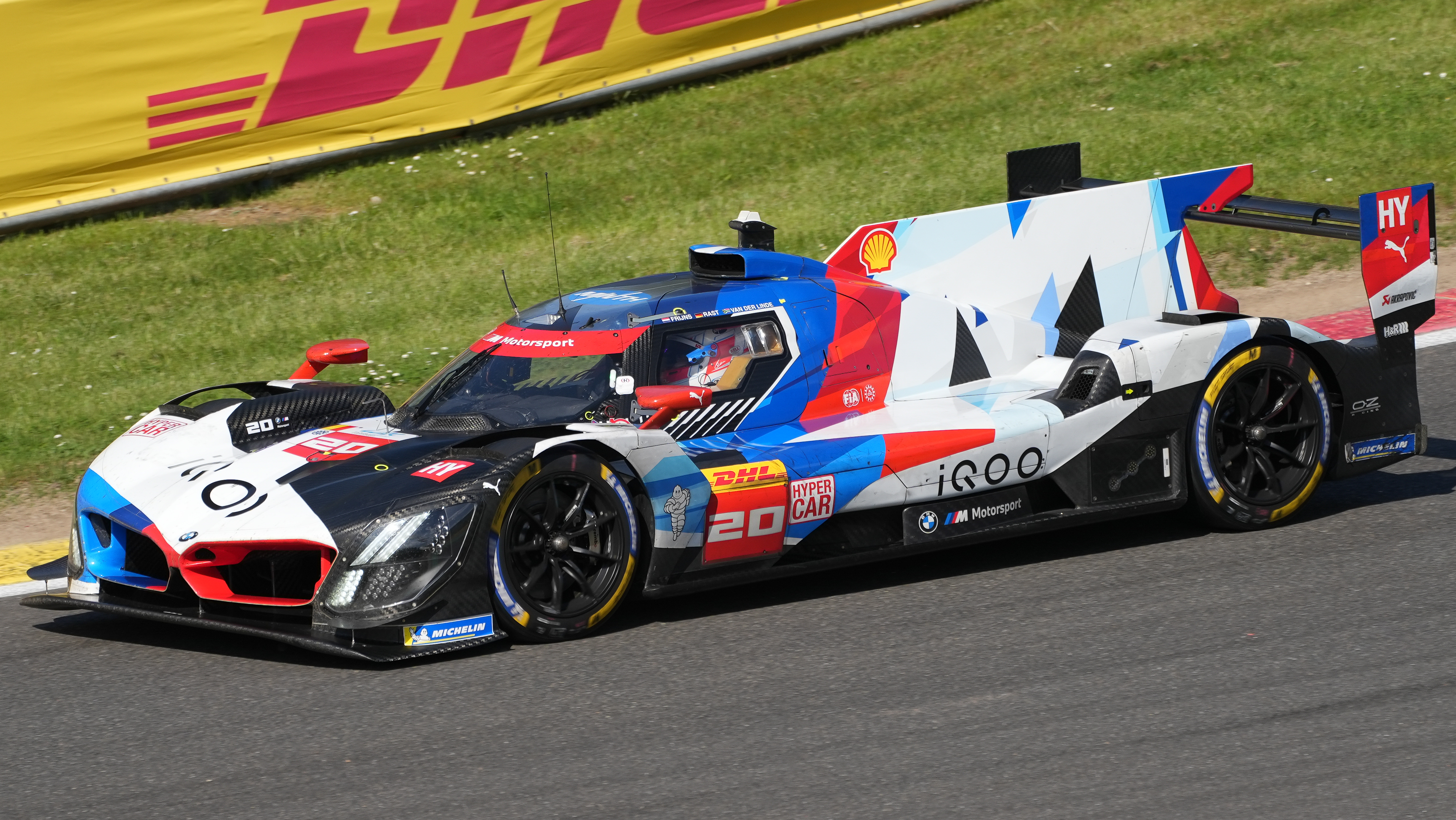
La BMW M Hybrid V8 di Rast durante la 6 ore di Spa 2024

Nel 2024 divide la BMW M Hybrid V8 con Sheldon van der Linde e Robin Frijns nel Campionato del mondo endurance.

## Risultati

### Porsche Supercup
| Anno | Scuderia                 | Vettura             | 1       | 2     | 3       | 4       | 5     | 6       | 7       | 8      | 9     | 10      | 11    | 12    | 13    | Punti | Pos. |
| ---- | ------------------------ | ------------------- | ------- | ----- | ------- | ------- | ----- | ------- | ------- | ------ | ----- | ------- | ----- | ----- | ----- | ----- | ---- |
| 2007 | Veltins MRS Racing       | Porsche 911 GT3 Cup | BHR     | BHR   | CAT     | MON     | MAG   | SIL     | NÜR 13  | HUN    | IST   | SPA     | MNZ   |       |       | 0     | NC   |
| 2008 | Veltins MRS Racing       | Porsche 911 GT3 Cup | BHR Rit | BHR 3 | CAT 5   | IST Rit | MON 7 | MAG Rit | SIL     | HOC 5  | HUN 8 | VAL 6   | SPA 7 | MNZ 8 |       | 95    | 6º   |
| 2009 | Veltins MRS Racing       | Porsche 911 GT3 Cup | BHR Rit | BHR 2 | CAT SQ  | MON 2   | IST 2 | SIL 1   | NÜR 1   | HUN 1  | VAL 1 | SPA 17† | MNZ 1 | CYM 1 | CYM 2 | 207   | 2º   |
| 2010 | Al Faisal Lechner Racing | Porsche 911 GT3 Cup | BHR 1   | BHR 1 | CAT Rit | MON 1   | VAL 1 | SIL 2   | HOC Rit | HUN 3  | SPA 3 | MNZ 4   |       |       |       | 152   | 1º   |
| 2011 | Veltins Lechner Racing   | Porsche 911 GT3 Cup | IST 5   | CAT 7 | MON 1   | NÜR 1   | SIL 1 | NÜR 1   | HUN Rit | SPA 2  | MNZ 2 | CYM 2   | CYM 1 |       |       | 181   | 1º   |
| 2012 | Lechner Racing           | Porsche 911 GT3 Cup | BHR 1   | BHR 3 | MON Rit | VAL 1   | SIL 1 | HOC 1   | HUN NP  | HUN NP | SPA 2 | MNZ 1   |       |       |       | 142   | 1º   |

### ADAC GT Masters
| Anno | Scuderia                      | Vettura           | 1        | 2        | 3        | 4     | 5         | 6         | 7        | 8       | 9        | 10        | 11        | 12       | 13      | 14        | 15       | 16      | Punti | Pos. |
| ---- | ----------------------------- | ----------------- | -------- | -------- | -------- | ----- | --------- | --------- | -------- | ------- | -------- | --------- | --------- | -------- | ------- | --------- | -------- | ------- | ----- | ---- |
| 2010 | Mühlner Motorsport            | Porsche 911 GT3 R | OSC 1 18 | OSC 2 1  | SAC 1    | SAC 2 | HOC 1 Rit | HOC 2 4   | ASS 1    | ASS 2   | LAU 1    | LAU 2     | NÜR 1     | NÜR 2    |         |           |          |         | 20    | 17º  |
| 2010 | Pole Promotion                | Audi R8 LMS ultra |          |          |          |       |           |           |          |         |          |           |           |          | OSC 3 4 | OSC 4 Rit |          |         | 20    | 17º  |
| 2011 | Phoenix Racing Pole Promotion | Audi R8 LMS ultra | OSC 1 8  | OSC 2 10 | SAC 1 28 | SAC 2 | ZOL 1 9   | ZOL 2 Rit | NÜR 1    | NÜR 2   | RBR 1 8  | RBR 2 Rit | LAU 1 Rit | LAU 2 25 | ASS 1   | ASS 2     | HOC 1 3  | HOC 2 1 | 69    | 15º  |
| 2012 | Mamerow Racing                | Audi R8 LMS ultra | OSC 1    | OSC 2    | ZAN 1    | ZAN 2 | SAC 1 15  | SAC 2 7   | NÜR 1    | NÜR 2 3 | RBR 1 30 | RBR 2 NP  | LAU 1     | LAU 2    | NÜR 3   | NÜR 4     | HOC 1 17 | HOC 2 8 | 50    | 16º  |
| 2014 | Prosperia C. Abt Racing       | Audi R8 LMS ultra | OSC 1 2  | OSC 2 1  | ZAN 1 3  | ZAN 2 | LAU 1 7   | LAU 2     | RBR 1 10 | RBR 2   | SVK 1 6  | SVK 2 10  | NÜR 1 6   | NÜR 2    | SAC 1   | SAC 2 1   | HOC 1 10 | HOC 2 6 | 214   | 1º   |

### FIA GT Series
| Anno | Scuderia                   | Vettura           | Classe | 1        | 2        | 3        | 4        | 5        | 6          | 7        | 8        | 9      | 10     | 11       | 12        | Punti | Pos. |
| ---- | -------------------------- | ----------------- | ------ | -------- | -------- | -------- | -------- | -------- | ---------- | -------- | -------- | ------ | ------ | -------- | --------- | ----- | ---- |
| 2013 | Belgian Audi Club Team WRT | Audi R8 LMS ultra | Pro    | NOG GQ 2 | NOG GC 6 | ZOL GQ 3 | ZOL GC 5 | ZAN GQ 3 | ZAN GC Rit | SVK GQ 5 | SVK GC 2 | NAV GQ | NAV GC | BAK GQ 1 | BAK GC 15 | 80    | 6º   |

### Campionato del mondo endurance (WEC)
| Anno    | Squadra               | Classe   | Vettura                 | SIL | SPA | LMS | COA | FUJ | SHA | BHR | SÃO |     | Punti | Pos. |
| ------- | --------------------- | -------- | ----------------------- | --- | --- | --- | --- | --- | --- | --- | --- | --- | ----- | ---- |
| 2014    | Sébastien Loeb Racing | LMP2     | Oreca 03R               |     |     | 4   |     |     |     |     |     |     | 0†    | NC†  |
| Anno    | Squadra               | Classe   | Vettura                 | SIL | SPA | LMS | NÜR | COA | FUJ | SHA | BHR |     | Punti | Pos. |
| 2015    | Audi Sport Team Joest | LMP1     | Audi R18 e-tron quattro | 3   | 4   | 7   |     |     |     |     |     |     | 24    | 12º  |
| Anno    | Squadra               | Classe   | Vettura                 | SIL | SPA | LMS | NÜR | MEX | COA | FUJ | SHA | BHR | Punti | Pos. |
| 2016    | G-Drive Racing        | LMP2     | Oreca 05                | 3   | 5   | 2   | Rit | MEX | 3   |     |     | 1   | 111   | 5º   |
| Anno    | Squadra               | Classe   | Vettura                 | SEB | SPA | LMS | MON | FUJ | BHR |     |     |     | Punti | Pos. |
| 2022    | Team WRT              | LMP2     | Oreca 07                | 2   | 1   | Rit | 12  |     | 1   |     |     |     | 91    | 6º   |
| Anno    | Squadra               | Classe   | Vettura                 | QAT | IMO | SPA | LMS | SÃO | COA | FUJ | BHR |     | Punti | Pos. |
| 2024    | BMW M Team WRT        | Hypercar | BMW M Hybrid V8         | 10  | 6   | 13  | Rit | 14  | 13  | Rit | Rit |     | 10    | 27°  |
| Anno    | Squadra               | Classe   | Vettura                 | QAT | IMO | SPA | LMS | SÃO | COA | FUJ | BHR |     | Punti | Pos. |
| 2025    | BMW M Team WRT        | Hypercar | BMW M Hybrid V8         | 7   | 2   | Rit | 16  | 5   |     |     |     |     | 37*   |      |
| Legenda |                       |          |                         |     |     |     |     |     |     |     |     |     |       |      |

* Stagione in corso.

### 24 Ore di Le Mans
| Anno | Team                  | Co-Piloti                          | Vettura                 | Classe   | Giri | Pos. | Classe Pos. |
| ---- | --------------------- | ---------------------------------- | ----------------------- | -------- | ---- | ---- | ----------- |
| 2014 | Sébastien Loeb Racing | Jan Charouz Vincent Capillaire     | Oreca 03R-Nissan        | LMP2     | 354  | 8º   | 4º          |
| 2015 | Audi Sport Team Joest | Marco Bonanomi Filipe Albuquerque  | Audi R18 e-tron quattro | LMP1     | 387  | 7º   | 7º          |
| 2016 | G-Drive Racing        | Roman Rusinov Will Stevens         | Oreca 05-Nissan         | LMP2     | 357  | 6º   | 2º          |
| 2022 | WRT                   | Robin Frijns Sean Gelael           | Oreca 07-Gibson         | LMP2     | 285  | DNF  | DNF         |
| 2023 | Tower Motorsports     | Ricky Taylor Steven Thomas         | Oreca 07-Gibson         | LMP2     | 19   | DNF  | DNF         |
| 2024 | BMW M Team WRT        | Robin Frijns Sheldon van der Linde | BMW M Hybrid V8         | Hypercar | 96   | DNF  | DNF         |
| 2025 | BMW M Team WRT        | Robin Frijns Sheldon van der Linde | BMW M Hybrid V8         | Hypercar | 375  | 17°  | 17°         |

### Blancpain GT Series Sprint Cup
| Anno | Scuderia                   | Vettura           | Classe | 1         | 2          | 3         | 4        | 5        | 6        | 7         | 8        | 9        | 10        | 11       | 12         | 13       | 14         | Punti | Pos. |
| ---- | -------------------------- | ----------------- | ------ | --------- | ---------- | --------- | -------- | -------- | -------- | --------- | -------- | -------- | --------- | -------- | ---------- | -------- | ---------- | ----- | ---- |
| 2014 | Belgian Audi Club Team WRT | Audi R8 LMS ultra | Pro    | NOG QR SQ | NOG GC 7   | BRH QR 14 | BRH CR 9 | ZAN GQ 4 | ZAN GC 1 | SVK GQ 9  | SVK GC 3 | ALG GQ 3 | ALG GC 5  | ZOL GQ 4 | ZOL GC Rit | BAK GQ 4 | BAK GC Rit | 71    | 5º   |
| 2016 | Belgian Audi Club Team WRT | Audi R8 LMS       | Pro    | MIS GQ 14 | MIS GC Rit | BRH GQ    | BRH GC   | NÜR GQ 3 | NÜR GC 2 | HUN GQ 10 | HUN GC 3 | CAT GQ 5 | CAT GC 18 |          |            |          |            | 39    | 9º   |

### Risultati completi DTM
(legenda) (Le gare in grassetto indicano la pole position) (Le gare in corsivo indicano Gpv)
| Anno | Team                    | Vettura            | 1   | 2   | 3    | 4   | 5   | 6   | 7   | 8   | 9   | 10  | 11  | 12   | 13   | 14  | 15  | 16  | 17  | 18  | 19  | 20  | Punti | Pos. |
| ---- | ----------------------- | ------------------ | --- | --- | ---- | --- | --- | --- | --- | --- | --- | --- | --- | ---- | ---- | --- | --- | --- | --- | --- | --- | --- | ----- | ---- |
| 2016 | Audi Sport Team Rosberg | Audi RS5 DTM       | HOC | HOC | RBR  | RBR | LAU | LAU | NOR | NOR | ZAN | ZAN | MSC | MSC  | NÜR  | NÜR | HUN | HUN | HOC | HOC |     |     | 8     | 23º  |
| 2016 | Audi Sport Team Rosberg | Audi RS5 DTM       |     |     |      |     |     |     |     |     |     | 19  |     |      |      |     |     |     | 6   | 17  |     |     | 8     | 23º  |
| 2017 | Audi Sport Team Rosberg | Audi RS5 DTM       | HOC | HOC | LAU  | LAU | HUN | HUN | NOR | NOR | MSC | MSC | ZAN | ZAN  | NÜR  | NÜR | RBR | RBR | HOC | HOC |     |     | 179   | 1º   |
| 2017 | Audi Sport Team Rosberg | Audi RS5 DTM       | 6   | Rit | 3    | 7   | 6   | 1   | 12  | Rit | 1   | 4   | 9   | Rit  | 5    | 12  | 13  | 1   | 6   | 2   |     |     | 179   | 1º   |
| 2018 | Audi Sport Team Rosberg | Audi RS5 DTM       | HOC | HOC | LAU  | LAU | HUN | HUN | NOR | NOR | ZAN | ZAN | BRH | BRH  | MIS  | MIS | NÜR | NÜR | RBR | RBR | HOC | HOC | 215   | 2º   |
| 2018 | Audi Sport Team Rosberg | Audi RS5 DTM       | 9   | 72  | Rit  | NP  | 4   | 10  | 16  | 14  | 17  | 13  | 43  | 3    | Rit3 | 3   | 1   | 1   | 1   | 1   | 1   | 12  | 215   | 2º   |
| 2019 | Audi Sport Team Rosberg | Audi RS5 Turbo DTM | HOC | HOC | ZOL  | ZOL | MIS | MIS | NOR | NOR | ASS | ASS | BRH | BRH  | LAU  | LAU | NÜR | NÜR | HOC | HOC |     |     | 322   | 1º   |
| 2019 | Audi Sport Team Rosberg | Audi RS5 Turbo DTM | 16  | 1   | Rit2 | 12  | 21  | 31  | 13  | 71  | 32  | 51  | 2   | 1    | Rit1 | 1   | 1   | 32  | 1   | 3   |     |     | 322   | 1º   |
| 2020 | Team Abt                | Audi R8 LMS Evo    | SPA | SPA | LAU  | LAU | LAU | LAU | ASS | ASS | NUR | NUR | NUR | NUR  | ZOL  | ZOL | ZOL | ZOL | HOC | HOC |     |     | 353   | 1º   |
| 2020 | Team Abt                | Audi R8 LMS Evo    | 53  | 31  | 7    | 13  | 12  | 63  | 5   | 51  | 2   | 23  | 21  | 3    | 1    | 13  | 1   | 12  | 21  | 1   |     |     | 353   | 1º   |
| 2022 | Team Abt                | Audi R8 LMS Evo    | POR | POR | LAU  | LAU | IMO | IMO | NOR | NOR | NÜR | NÜR | SPA | SPA  | RBR  | RBR | HOC | HOC |     |     |     |     | 149   | 3º   |
| 2022 | Team Abt                | Audi R8 LMS Evo    | Rit | 12  | 8    | 32  | 1   | Rit | 3   | 3   | 9   | Rit | 4   | Rit1 | 21   | 10  | 5   | 21  |     |     |     |     | 149   | 3º   |
| 2023 | Schubert Motorsport     | BMW M4 GT3         | OSC | OSC | ZAN  | ZAN | NOR | NOR | NÜR | NÜR | LAU | LAU | SAC | SAC  | RBR  | RBR | HOC | HOC |     |     |     |     | 139   | 5º   |
| 2023 | Schubert Motorsport     | BMW M4 GT3         | 5   | Rit |      |     | 2   | 2   | 20  | 19  | 8   | 11  | 8   | 8    | 4    | 1   | Rit | 3   |     |     |     |     | 139   | 5º   |
| 2024 | Schubert Motorsport     | BMW M4 GT3         | OSC | OSC | LAU  | LAU | ZAN | ZAN | NOR | NOR | NÜR | NÜR | SAC | SAC  | RBR  | RBR | HOC | HOC |     |     |     |     | 147*  |      |
| 2024 | Schubert Motorsport     | BMW M4 GT3         | 7   | 7   | Rit  | 6   | 2   | 7   | 1   | 5   | 11  | 17  | 7   | 10   | 9    | 13  |     |     |     |     |     |     | 147*  |      |

* Stagione in corso.

### Formula E
| Anno    | Scuderia                  | Vettura                 | 1       | 2      | 3     | 4       | 5     | 6      | 7       | 8       | 9      | 10     | 11     | 12     | 13      | 14     | 15     | 16     | Punti | Pos. |
| ------- | ------------------------- | ----------------------- | ------- | ------ | ----- | ------- | ----- | ------ | ------- | ------- | ------ | ------ | ------ | ------ | ------- | ------ | ------ | ------ | ----- | ---- |
| 2015-16 | Team Aguri                | Spark-Renault SRT 01e   | PEC     | PUT    | PDE   | BUE     | MES   | LBH    | PAR     | BER NC  | LON    | LON    |        |        |         |        |        |        | 0     | NC   |
| 2019-20 | Audi Sport ABT Schaeffler | Spark-Audi e-tron FE06  | DIR     | DIR    | SAN   | MES     | MAR   | BER 10 | BER 13  | BER Rit | BER 16 | BER 3G | BER 4  |        |         |        |        |        | 29    | 15°  |
| 2020-21 | Audi Sport ABT Schaeffler | Spark-Audi e-tron FE07  | DIR 4   | DIR 17 | ROM 6 | ROM Rit | VAL 5 | VAL 6  | MON Rit | PUE 2   | PUE 10 | NYC 10 | NYC 20 | LON 5  | LON Rit | BER 9  | BER 9  |        | 78    | 13°  |
| 2022-23 | Neom McLaren Formula E    | Spark-Nissan e-4ORCE 04 | MEX Rit | DIR 5  | DIR 3 | HYD Rit | CAP 4 | SAP 9  | BER 17  | BER 13  | MON 17 | GIA 12 | GIA 15 | POR 14 | ROM Rit | ROM 13 | LON 14 | LON 12 | 40    |      |